# Jacobiasca atypica
Jacobiasca atypica är en insektsart som beskrevs av Irena Dworakowska 1977. Jacobiasca atypica ingår i släktet Jacobiasca och familjen dvärgstritar.
Artens utbredningsområde är Nigeria. Inga underarter finns listade i Catalogue of Life.